# اکلیپسو
اکلیپسو (به انگلیسی: Eclipso) یک شخصیت خیالی ابرشرور در کتاب‌های کامیک آمریکایی منتشر شده توسط دی‌سی کامیکس است. شخصیت اکلیپسو توسط نویسنده باب هانی و طراح لی الیاس خلق شده است که برای اولین بار در شمارهٔ ۶۱ مجموعه کمیک خانهٔ اسرار (اوت ۱۹۶۳) حضور پیدا کرد. در اصل، اکلیپسو اولین تجسم روح خشم و غضب و فرشتهٔ انتقام بود که به رذالت و پستی کشیده شد و در نهایت اِسپکتر جانشین وی گردید. او که درون قلب تاریکی مهر و موم شده بود، قادر به تسخیر کسانی بود که با او تماس بر قرار می‌کنند (از نامدارترین آن‌ها می‌توان به بروس گوردون اشاره کرد). اکلیپسو اغلب به دنبال تصرف و در اختیار گرفتن افرادی با قدرت‌های خارق‌العاده همچون سوپرمن، لار گاند و کاپیتان مارول برای رسیدن به اهداف خود است.
در مقایسه با اِسپکتر، اکلیپسو به عنوان فرشتهٔ انتقام در نظر گرفته می‌شود. در طول تاریخچه اکلیپسو، این شخصیت اغلب به عنوان دشمن لیگ عدالت، تیم‌های وابسته به آن و آمیتیست، شاهدخت جم‌ورلد به تصویر کشیده می‌شود.
اکلیپسو به عنوان هماورد اصلی فصل دوم مجموعه تلویزیونی استارگرل در شبکهٔ سی‌دابلیو حضور دارد که نقش بزرگسالی او توسط نیک ای. تارابی و جیسون دیویس و به عنوان پسری جوان توسط مایلو استاین به تصویر کشیده شده است.

## توانایی‌ها و قدرت‌ها
به عنوان یک مخلوق الهی و مسئول طوفان بزرگ در کتاب مقدس، اکلیپسو دارای قدرت‌های جادویی گسترده با اثرات گوناگون است، که شامل پرواز، تغییر اندازهٔ فیزیکی، آسیب‌ناپذیری، جاودانگی و تغییر آب و هوا برای خلق حوادث طبیعی (سیل، رعد و برق و طوفان) است. او دارای قدرت، سرعت و استقامت ابرانسانی و همچنین قادر به ایجاد و بکارگیری انرژی از دستان و چشم چپ خود است. او توانایی تسخیر هر شخصی بود که با او (قلب تاریکی، الماس سیاه که حاوی روح او بود) تماس بر قرار می‌کند. او با خود شمشیری به ظاهر نشکن و عرفانی حمل می‌کند و شمشیرزنی حرفه‌ای به‌شمار می‌رود.